# Spartina versicolor
Spartina versicolor är en gräsart som beskrevs av Fabre. Spartina versicolor ingår i släktet marskgräs, och familjen gräs. Inga underarter finns listade i Catalogue of Life.